# قرفص نمري
قرفص نمري (الاسم العلمي:Serranus tigrinus) (بالإنجليزية: Harlequin bass)‏ هو نوع من الأسماك يتبع جنس القرفص من الفصيلة القرفصية.